# 鄧肯維爾 (阿拉巴馬州)
鄧肯維爾（英語：Duncanville）是位於美國阿拉巴馬州塔斯卡盧薩縣的一個非建制地區。該地的面積和人口皆未知。

## 地理
鄧肯維爾的座標為33°03′42″N 87°26′32″W / 33.06167°N 87.44222°W，而該地的平均海拔高度為74米（即243英尺）。